# Amerikaanse roodmus
De Amerikaanse roodmus (Haemorhous purpureus, synoniem: Carpodacus purpureus) is een zangvogel uit de familie Fringillidae (vinkachtigen).

## Verspreiding en leefgebied
Deze soort telt twee ondersoorten:
- Haemorhous purpureus purpureus: het zuidelijke deel van Centraal-en zuidoostelijk Canada en de noordoostelijke Verenigde Staten.
- Haemorhous purpureus californicus: zuidwestelijk Canada en de westelijke Verenigde Staten.